# بريتني ريز
بريتني ريز (بالإنجليزية: Brittney Reese)‏ هي عداءة وثب طويل أمريكية ولدت في يوم 9 سبتمبر 1986 في مدينة غولفبورت في ولاية ميسيسيبي في الولايات المتحدة، أبرز إنجازاتها هو فوزها بالميدالية الذهبية في دورة الألعاب الأولمبية الصيفية 2012 في لندن، كما فازت بالميدالية الفضية في دورة الألعاب الأولمبية الصيفية 2016 في ريو دي جانيرو، وفازت أيضاً ب3 ذهبيات في بطولات العالم في برلين 2009 ودايغو 2011 وموسكو 2011، وفازت ب3 ذهبيات أخرى في الدوحة 2010 وإسطنبول 2012 وبورتلاند 2016، أفضل رقم شخصي لها هو 7.31 سجلته في يوليو 2016.

## روابط خارجية
- بريتني ريز على موقع الاتحاد الدولي لألعاب القوى (الإنجليزية)
- بريتني ريز على موقع الاتحاد الأمريكي لسباقات المضمار والميدان (الإنجليزية)
- بريتني ريز على موقع الاتحاد الأمريكي لسباقات المضمار والميدان (الإنجليزية)
- بريتني ريز على موقع الدوري الماسي (الإنجليزية)
- بريتني ريز على موقع اللجنة الأولمبية الدولية (الإنجليزية)
- بريتني ريز على موقع أوليمبيديا (الإنجليزية)
- بريتني ريز على موقع اللجنة الأولمبية والبارالمبية الأمريكية (الإنجليزية)